# جيمي كيلي (لاعب كرة قدم)
جيمي كيلي (بالإنجليزية: Jimmy Kelly)‏ (29 ديسمبر 1907 في المملكة المتحدة - 27 يوليو 1984 بأولدهام في المملكة المتحدة) هو لاعب كرة قدم بريطاني (وحمل سابقاً جنسية المملكة المتحدة لبريطانيا العظمى وأيرلندا) في مركز الدفاع. لعب مع غريمسبي تاون ونادي ساوثبورت ونادي يورك سيتي ونادي بارو ونادي برادفورد بارك أفنيو.

## وصلات خارجية
- جيمي كيلي (لاعب كرة قدم) على موقع قاعدة بيانات كرة القدم.إي يو (الإنجليزية)